# Godwin Mensha
Godwin Mensha (Lagos, 2 de setembro de 1989) é um futebolista profissional nigeriano, atua como atacante, atualmente defende o Persepolis.

## Títulos

### Persepolis
- Iranian Super Cup[4]